# Anthomyie pluviale
Anthomyia pluvialis
Espèce
L'Anthomyie pluviale ou Mouche des pluies (Anthomyia pluvialis), est une espèce d'insectes diptères brachycères de la famille des Anthomyiidae. Il s'agit d'une espèce holarctique très commune.

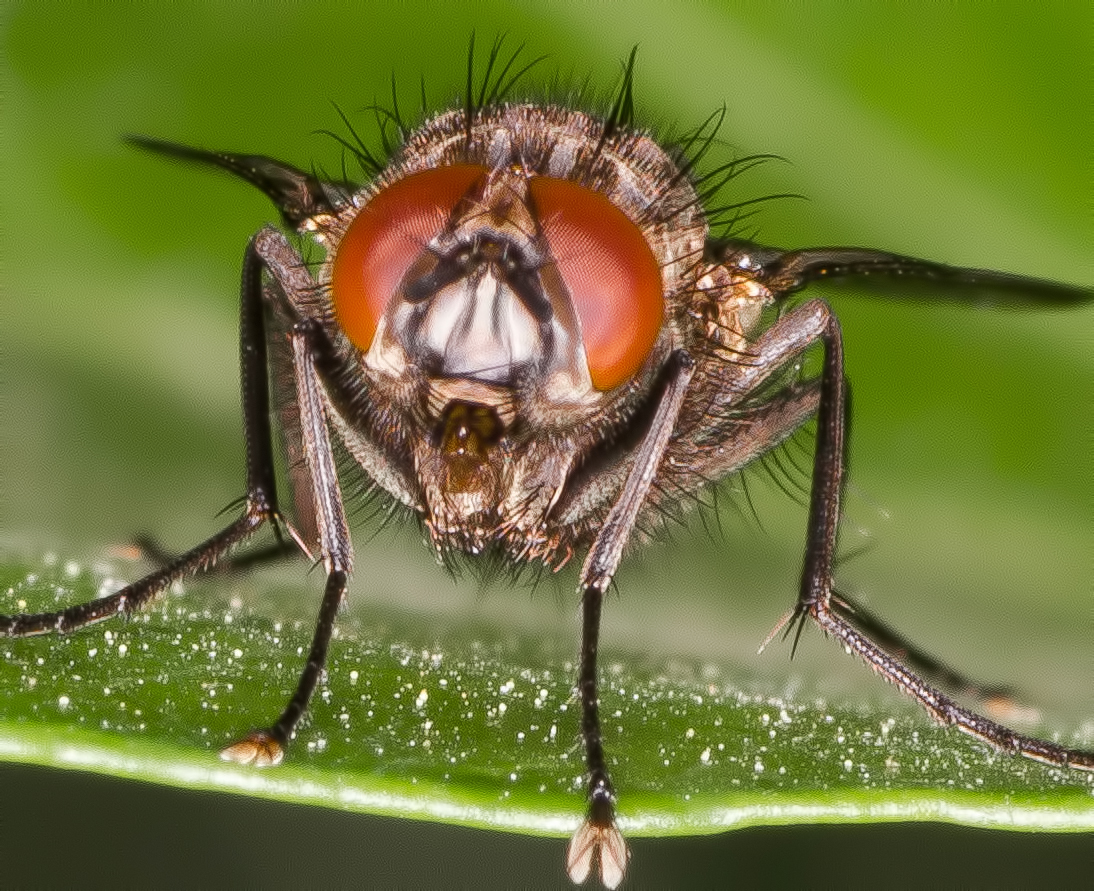
Anthomyie pluviale.

Cette petite mouche longue de 5 à 7 mm est facilement reconnaissable à ses dessins noirs sur fond gris argenté, notamment cinq taches sur le scutum du thorax et trois sur le scutellum. Les imagos se rencontrent sur les fleurs et dans les milieux hygrophiles. Quant aux larves, elles se nourrissent de champignons et d'excréments dans les nids d'oiseaux.

## Synonymie
Anthomyia pluvialis a pour synonymes :
- Anthomya chorea Robineau-Desvoidy, 1830
- Anthomya flavescens Robineau-Desvoidy, 1830
- Anthomya floralis Robineau-Desvoidy, 1830
- Anthomya mollis Robineau-Desvoidy, 1830
- Anthomya soror Robineau-Desvoidy, 1830
- Anthomyia ignota (Rondani, 1866)
- Anthomyia lita (Harris, 1780)
- Anthomyia parva Kabos, 1975
- Aricia pygmaea Zetterstedt, 1855
- Chorthophila ignota Rondani, 1866
- Chortophila ignota Rondani, 1866
- Musca litus Harris, 1780
- Musca pluvialis Linnaeus, 1758